# تپه حاجی حسن
تپه حاجی حسن مربوط به عصر برنز - عصر مس - دوره ساسانیان - سدهٔ ۸–۶ ه.ق است و در شهرستان میاندوآب، بخش مرحمت آباد، دهستان مرحمت آباد جنوبی، ۵۰۰ متری روستای حاجی حسن علیا واقع شده و این اثر در تاریخ ۷ خرداد ۱۳۸۷ با شمارهٔ ثبت ۲۲۸۸۷ به‌عنوان یکی از آثار ملی ایران به ثبت رسیده است.